# Gryningsdåden vid Sambre
Gryningsdåden vid Sambre (originaltiel: Sambre) är en fransk kriminaldramaserie som hade premiär den 9 november 2023. Första säsongen, som består av sex avsnitt, är skapad av Alice Géraud-Arfi, Marc Herpoux och Jean-Xavier de Lestrade. Serien är baserad på verkliga händelser och har svensk premiär på SVT Play den 18 december 2024.

## Handling
Serien kretsar kring berättelsen om en av Frankrikes mest ökända sexualbrottslingar, Enzo Salina (som verkligheten heter Dino Scala), som under tre decennier våldtog eller gjorde sig skyldig till övergrepp på fler än 50 flickor och kvinnor. Serien skildrar utredningen och dess konsekvenser från 1980-talet fram till 2018 då han togs till fånga.

## Rollista (i urval)
- Alix Poisson – Christine Labot
- Jonathan Turnbull – Enzo Salina
- Julien Frison – Jean-Pierre Blanchot
- Pauline Parigot – Irène Dereux
- Noémie Lvovsky – Arlette Caruso
- Clémence Poésy – Cécile Dumont
- Olivier Gourmet – Étienne Winckler